# Jacobus Johannes Groeneveldt
Jacobus Johannes Groeneveldt (Zevenbergen, 2 maart 1816 – Den Haag, 7 januari 1892) was een Nederlands burgemeester.

## Leven en werk
Groeneveldt was een zoon van Jacob Groeneveldt, ontvanger, en Gualtheria Anna Hetterschij. Hij trouwde met Margaretha Johanna Verhagen (1806-1874) en na haar overlijden met Anna Hendrica Gijsberta van der Einde (1849-1922).
Groeneveldt werd in 1850 gemeentesecretaris en was vanaf 1855 ook burgemeester van Schalkwijk. Hij combineerde dit met het burgemeesterschap in Tull en 't Waal (1855-1860). In 1860 werd hij benoemd tot burgemeester van Schoonhoven. Na het overlijden van zijn eerste echtgenote in 1874 verkreeg hij, op eigen verzoek, eervol ontslag. Hij vestigde zich in Rhenen en verhuisde later naar Den Haag, waar hij op 85-jarige leeftijd overleed.